# 질량껍질
특수 상대성 이론에서 질량껍질(質量-, mass shell) 또는 질량 쌍곡면(質量雙曲面, mass hyperboloid)은 주어진 질량을 가진 입자가 가질 수 있는 4차원 운동량의 집합이다. 상대론에서는 4차원 운동량 k와 질량 m과는 {\displaystyle k^{2}=m^{2}}라는 관계가 성립하기 때문에, 질량껍질은 {\displaystyle \{k\in \mathbb {R} ^{1,3}:k^{2}=m^{2}\}}이다.
양자장론에서는 실재(實在) 입자는 질량껍질 위에 있어야 하지만, 불확정성 원리에 따라 단시간에만 존재하는 가상 입자는 질량껍질 위에 있을 필요는 없다. 즉 경로적분에서는 질량껍질 위의 운동량뿐만 아니라, 모든 임의의 4차원 운동량을 걸쳐 적분한다. 마찬가지로 파인먼 도형에서는 바깥다리(external leg)의 입자는 질량껍질 위에 있어야만 하지만, 도형 안에만 존재하는 가상입자는 임의의 운동량을 가질 수 있다. 다만 전파인자에 따라 운동량이 질량껍질에서 멀어질수록 그 가상 입자의 확률도 작아진다.

## 자유도
양자장의 껍질 위 자유도(on-shell degrees of freedom)는 질량껍질 위에 존재하는 고전적인 진동 모드의 수이고, 껍질 밖 자유도(off-shell degrees of freedom)는 질량껍질 밖에 존재하는 (고전적 운동 방정식을 만족하지 않는) 성분도 포함한다. 즉,
껍질 위 자유도 = 장의 성분 수 − 게이지 변환 성분 수 − 운동 방정식에 의한 제약의 수
껍질 밖 자유도 = 장의 성분 수 − 게이지 변환 성분 수
이다. 예를 들어, 광자의 경우 4차원 벡터로 나타내므로 그 장은 4개의 성분을 가지고, 또한 하나의 게이지 변환을 가지므로 껍질 밖 자유도는 세 개이다. 여기에 맥스웰 방정식에 의한 제약을 빼면 두 개의 껍질 위 자유도를 가지는 것을 알 수 있다. 이는 전자기파의 두 개의 편광 모드에 해당한다.
마찬가지로, 중력자의 경우 4×4 대칭 텐서로 나타내므로 총 10개의 성분을 가진다. 그러나 중력자는 미분동형사상을 게이지 변환으로 가지므로 껍질 밖 자유도는 6개이다. 여기에 아인슈타인 방정식에 의한 제약을 빼면 두 개의 껍질 위 자유도를 가진다.
일반적으로, {\displaystyle D}차원 시공간에서 각종 장들의 자유도는 다음과 같다.
| 입자 종류                             | 껍질 밖 자유도                             | 껍질 위 자유도                             |
| ------------------------------------- | ------------------------------------------ | ------------------------------------------ |
| 실수 스칼라                           | 1                                          | 1                                          |
| 복소 스칼라                           | 2                                          | 2                                          |
| 디랙 스피너                           | {\displaystyle 2^{\lfloor D/2\rfloor +1}}  | {\displaystyle 2^{\lfloor D/2\rfloor }}    |
| 바일 또는 마요라나 스피너             | {\displaystyle 2^{\lfloor D/2\rfloor }}    | {\displaystyle 2^{\lfloor D/2\rfloor -1}}  |
| 마요라나-바일 스피너                  | {\displaystyle 2^{\lfloor D/2\rfloor -1}}  | {\displaystyle 2^{\lfloor D/2\rfloor -2}}  |
| 게이지 보손                           | {\displaystyle D-1}                        | {\displaystyle D-2}                        |
| {\displaystyle p}차 미분형식 게이지장 | {\displaystyle {\binom {D-1}{p}}}          | {\displaystyle {\binom {D-2}{p}}}          |
| 유질량 벡터 보손                      | {\displaystyle D}                          | {\displaystyle D-1}                        |
| 그래비티노                            | 스피너 자유도 {\displaystyle \times (D-1)} | 스피너 자유도 {\displaystyle \times (D-3)} |
| 중력자                                | {\displaystyle D(D-1)/2}                   | {\displaystyle (D-3)D/2}                   |

{\displaystyle D=2(p+1)}차원에 존재하는 p차 미분형식 퍼텐셜의 경우, {\displaystyle F_{p+1}=\pm *F_{p+1}}과 같은 조건을 부여할 수 있다. (예를 들어, IIB형 초중력의 4차 미분형식 라몽-라몽 장이 이와 같다.) 이 경우 자유도는 위 표의 값의 절반이 된다.